# Joseph M. Newman
Joseph M. Newman (* 7. August 1909 in Logan, Utah; † 23. Januar 2006 in Simi Valley, Kalifornien) war ein US-amerikanischer Regisseur.

## Leben
Newman begann seine Karriere bei Metro-Goldwyn-Mayer im Alter von 16 Jahren von der Pike auf und arbeitete sich über verschiedene Positionen zum Regieassistenten hoch. Sein erster Spielfilm war Clear All Wires! von 1933, bei dem er George W. Hill assistierte. Er wurde zwei Mal als Bester Regieassistent für den Oscar nominiert, 1936 für David Copperfield sowie im darauf folgenden Jahr für  San Francisco. Zwischen 1938 und 1949 führte er unter dem Namen Joe Newman zunächst Regie in Kurzfilmen. 1949 drehte er den Film noir Abandoned mit Raymond Burr und Jeff Chandler. 1952 inszenierte er den Abenteuerfilm Die Feuerspringer von Montana mit Richard Widmark, Jeffrey Hunter und Richard Boone und einige Jahre später den B-Movie-Science-Fiction-Film Metaluna IV antwortet nicht. 1959 entstand der Zirkusfilm Die Welt der Sensationen mit Victor Mature, Red Buttons und Peter Lorre, der für den Laurel Award nominiert wurde.
1961 drehte er seinen letzten Spielfilm, danach arbeitete er als Fernsehregisseur und inszenierte Episoden der Fernsehserien Alfred Hitchcock Presents und Twilight Zone. 1965 zog er sich aus dem Showgeschäft zurück. 2004 und 2005 wurde er für Filme über Cecil B. DeMille und Greta Garbo interviewt.

## Filmografie (Auswahl)

### Regisseur
- 1941: The Luckiest Guy in the World (Kurzfilm)
- 1942: Don’t Talk (Kurzfilm)
- 1949: Abandoned
- 1950: Der Henker saß am Tisch (711 Ocean Drive)
- 1951: Geheimdienst schlägt zu (I’ll Get You for This)
- 1952: Die Feuerspringer von Montana (Red Skies of Montana)
- 1952: Der rote Reiter (Pony Soldier)
- 1952: Die Frau des Banditen (The Outcasts of Poker Flat)
- 1955: Metaluna IV antwortet nicht (This Island Earth)
- 1958: Die Letzten der 2. Schwadron (Fort Massacre)
- 1959: Tarzan, der Herr des Urwaldes (Tarzan, the Ape Man)
- 1959: Die Welt der Sensationen (The Big Circus)
- 1961: Massaker im Morgengrauen (A Thunder of Drums)
- 1963–1964: Twilight Zone
- 1963–1965: Alfred Hitchcock Presents
- 1965: Big Valley (The Big Valley)

### Regieassistent
- 1933: Dinner um acht (Dinner at Eight)
- 1934: Die lustige Witwe (The Merry Widow)
- 1936: San Francisco
- 1935: Abenteuer im Gelben Meer (China Seas)
- 1935: David Copperfield (The Personal History, Adventures, Experience, & Observation of David Copperfield the Younger)
- 1937: Tarantella (The Firefly)
- 1941: Tarzans geheimer Schatz (Tarzan's Secret Treasure)

## Auszeichnungen
- 1936: Oscar-Nominierung in der Kategorie Beste Regieassistenz für David Copperfield
- 1937: Oscar-Nominierung in der Kategorie Beste Regieassistenz für San Francisco